# Chiesa di San Bernardo alle Terme
La chiesa di San Bernardo alle Terme è un luogo di culto cattolico di Roma, costruito all'interno di una struttura delle Terme di Diocleziano.

## Storia
La chiesa fu costruita nel 1598 all'interno di un sferisterio (sala per i giochi con la palla) delle Terme di Diocleziano e venne affidata ai francesi dell'ordine dei Cistercensi, i Foglianti, per intercessione di Caterina de' Nobili Sforza (che poi venne sepolta nella chiesa dopo la sua morte, nel 1612). La chiesa venne consacrata nel 1602 dal cardinale Arnaud d'Ossat, un amico dell'abate francese Giovanni Battista de la Barrière, quest'ultimo sepolto a sinistra dell'altare maggiore.
Dopo la Rivoluzione francese e lo scioglimento dei Foglianti, l'edificio con l'annesso monastero fu ceduto alla congregazione di Bernardo di Chiaravalle, al quale era dedicata la chiesa.

## Descrizione

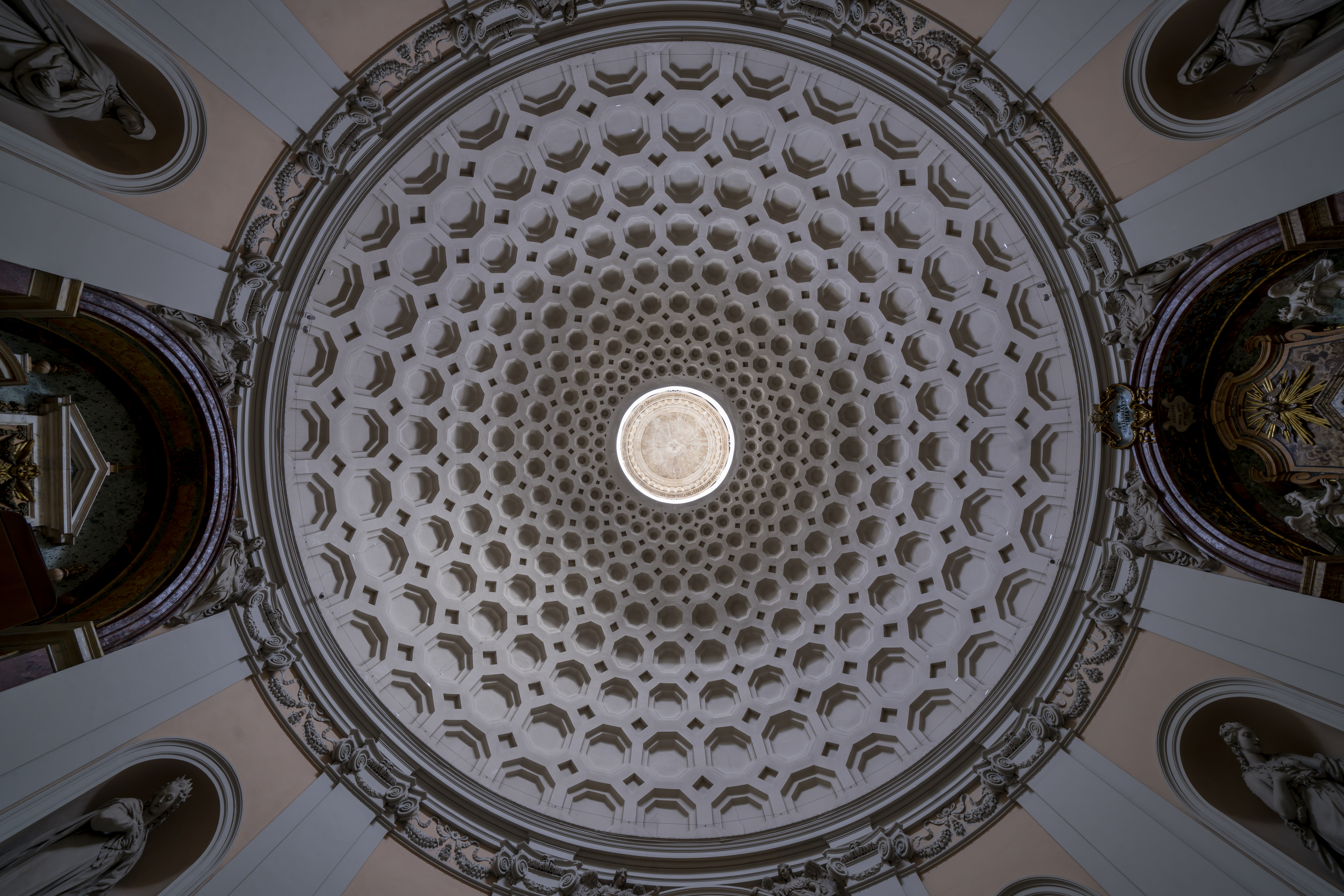
La cupola

Similmente al Pantheon, anche la chiesa di San Bernardo ha una forma cilindrica, con un diametro di 22 m e con una cupola dotata di oculo, la cui decorazione interna ricorda quella della basilica di Massenzio. Sono presenti due altari nel lato destro e nel lato sinistro: il primo è dedicato a san Bernardo, ritratto mentre ha una visione di Gesù nella pala d'altare di Giovanni Odazzi, e il secondo a san Roberto di Molesme, ritratto nella pala d'altare (sempre dipinta dall'Odazzi) nel corso di un matrimonio mistico con la Madonna e il bambino Gesù.

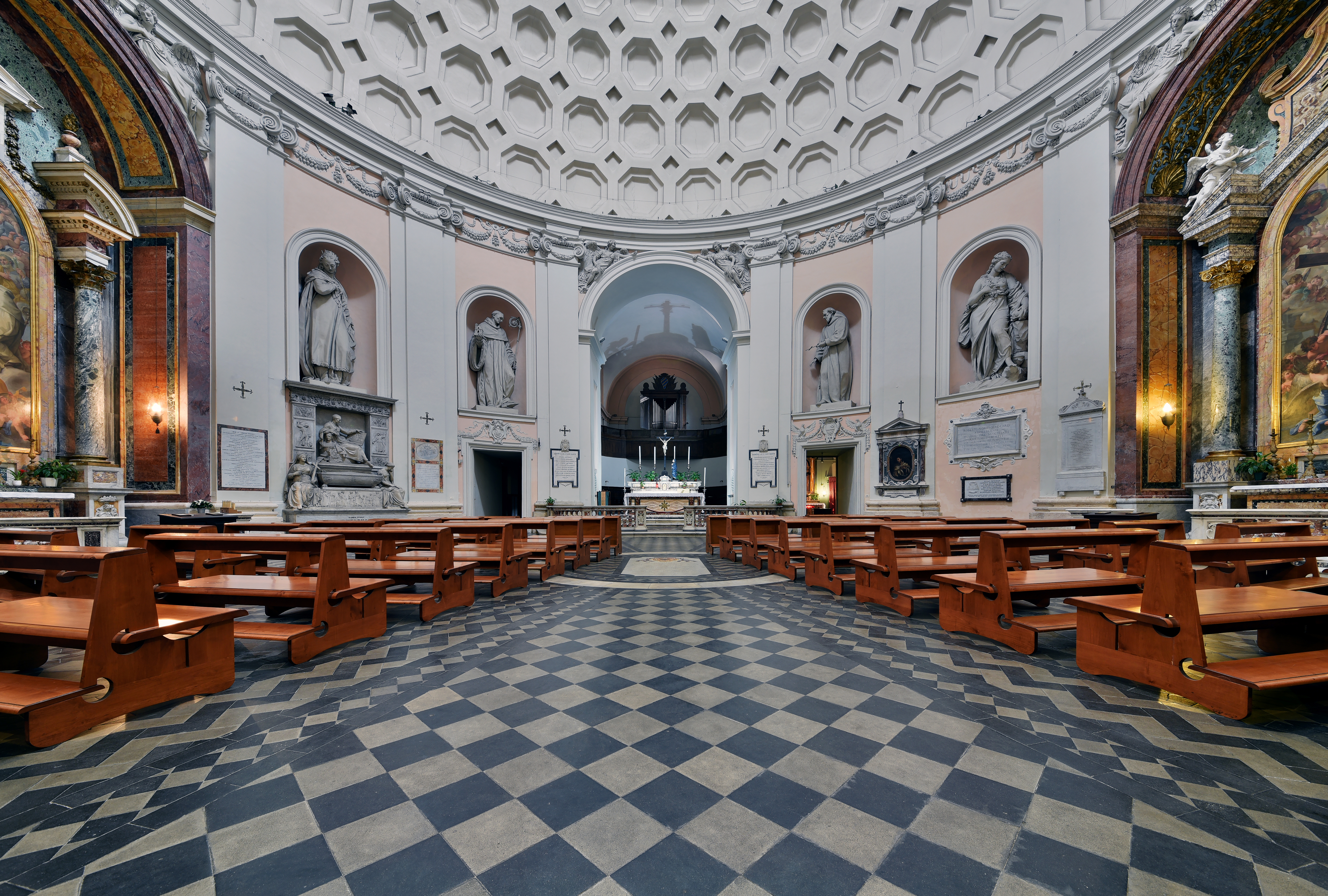
Interno

Una serie di nicchie ricavate nelle pareti è occupata da statue di santi scolpite con gusto affine al Manierismo internazionale da Camillo Mariani (nel 1600 circa). Partendo da sinistra, le sculture ritraggono: Monica, Caterina da Siena, Caterina d'Alessandria, Bernardo di Chiaravalle, Francesco d'Assisi, Maria Maddalena, Agostino d'Ippona e Girolamo.
La struttura originale ha visto l'aggiunta della cappella di san Francesco, dove si trova una statua del santo di Giacomo Antonio Fancelli. Il pittore tedesco Johann Friedrich Overbeck, fondatore del movimento dei Nazareni, è sepolto qui.
Sulla cantoria al centro dell'abside trova luogo l'organo a canne, realizzato da Nicola Morettini nel 1885.
Sulla chiesa insiste il titolo cardinalizio presbiterale di San Bernardo alle Terme Diocleziane.